# Pietro Bianchi (calciatore 1894)
Pietro Bianchi (Milano, 2 aprile 1894 – ...) è stato un calciatore italiano, di ruolo centrocampista. Partito in guerra, non si hanno riscontri di militanza in altre squadre..

## Statistiche

### Presenze e reti nei club
| Stagione        | Club            | Campionato      | Campionato | Campionato |
| Stagione        | Club            | Comp            | Pres       | Reti       |
| --------------- | --------------- | --------------- | ---------- | ---------- |
| 1914-1915       | Inter           | Prima Categoria | 2          | 0          |
| Totale Inter    | Totale Inter    |                 | 2          | 0          |
| Totale carriera | Totale carriera |                 | 2          | 0          |